# 摘脾
摘脾(てきひ)とは、脾臓を摘出する外科手術のこと。脾臓摘出術（ひぞう・てきしゅつじゅつ）と同義。

## 概要
脾臓は、血中を循環する莢膜をもつ細菌を捕えたり、寿命の尽きた赤血球を破砕するなどの機能をもつ。しかし原疾患により脾臓機能が悪影響をおよぼすことがある。
1. 肝硬変のため脾臓が腫大すると、過剰に血小板を処理するため、血小板減少性紫斑病をきたす。
2. 鎌状赤血球症などでは、脾臓による赤血球破壊が亢進し、貧血をきたす。

これらの病態・合併症を回避するために摘脾を行なうことがある。
莢膜を持つ細菌とは、肺炎球菌・髄膜炎菌・インフルエンザ菌などである。

## 手法
従来は開腹手術が行われていた。現在は腹腔鏡手術が主として行われている。

## 合併症
術後合併症としては、重症細菌感染症などがある。